# Xela Arias
Xela Arias Castaño (Sarria, Lugo 4 de marzo de 1962 - Vigo, Pontevedra 2 de noviembre de 2003) fue una escritora, poeta y traductora española en varios idiomas además de editora y profesora de gallego. La Real Academia Gallega acordó dedicarle el Día de las Letras Gallegas 2021.

## Biografía
Xela Arias Castaño, nació en Lugo en 1962 con el nombre de María de los Ángeles, aunque el cronista Xaime Félix López Arias dijo que inscribieron su nacimiento en Sarria (Lugo). Hija de Amparo Castaño López y de Valentín Arias López, también escritor y traductor. En 1984 María de los Ángeles pasó a ser María dos Anxos y desde los seis años la llamaron Xela. Finalmente, en 1995 el juez Alejandro Roa Nonide autorizó el cambio de nombre por el de Xela.
Hasta los 7 años estudió en la Granja de Barreiros, dentro de un proyecto pedagógico creado por el filántropo y empresario Antonio Fernández López con una orientación agraria y de integración de la cultura gallega con los ciclos de la naturaleza. Posteriormente se trasladó a Vigo con su familia, ingresando en el Instituto Castelao ubicado en el barrio de Calvario. Dejó los estudios cuando cursaba COU, para comenzar a trabajar en Edicións Xerais de Galicia, en 1979 -año de fundación de la editorial- junto a Xulián Maure Rivas y Roberto Pérez Pardo. Primero realizó trabajos de oficinista, después de creación e investigación y entre 1990 y 1996 como correctora de estilo y editora.
En 1991 retomó los estudios, cursando Filología Hispánica en la Universidad de Vigo, licenciándose en 1996 por la Universidad de Santiago de Compostela, e iniciando la especialidad en gallego-portugués.
En el curso 1999-2000 comenzó a ejercer como profesora sustituta de enseñanza secundaria, de lengua y literatura castellana, en institutos de Santa Comba, Moaña, Pontevedra, Santiago de Compostela y Vigo. En sus últimos años de vida fue docente en diferentes municipios gallegos, como Chapela, A Guarda, Vigo y Cangas do Morrazo.
En noviembre del año 2003 Xela Arias falleció a los 41 años en un hospital de Vigo debido a un ataque cardíaco. Fue enterrada en el cementerio vigués de Pereiró.

## Vida personal
En 1992 se casó con el fotógrafo y matemático Xulio Gil Rodríguez, con quien tuvo en 1994 a su único hijo, Darío. 

## Trayectoria literaria
Desde el año 1980 Xela Arias empezó a publicar en periódicos y revistas como A Nosa Terra, Diario 16 de Galicia, Faro de Vigo, Jornal de Noticias do Porto, Dorna, Tintimán, Carel o Katarsis. Colaboró en publicaciones como Festa da Palabra Silenciada, Luzes de Galiza o en el Boletín Galego de Literatura y formó parte del consejo de redacción de Viceversa, revista gallega de traducción.
Su introducción en el mundo literario se produjo en 1986 con Denuncia do equilibrio, un poemario innovador, con temática heterogénea que prioriza su fondo por encima de su forma y sintaxis arbitraria. Con esta obra se dio a conocer y logró ser finalista del Premio Losada Diéguez. En ese mismo año ingresó en la Asociación de Escritores e escritoras en Lingua Galega.
Además de su faceta poética, Xela Arias se dedicó ampliamente a la traducción al gallego de diversos autores como Jorge Amado, Camilo Castelo Branco, James Joyce, James Fenimore Cooper, Wenceslao Fernández Flórez, Carlos Oroza, Gianni Rodari, Roald Dahl, Juan Farias, Miguel de Cervantes, Vicenç Beltran, Jan Terlouw, Bram Stoker, Angela Carter, Charles Baudelaire y Jean Rhys.
Xela Arias también escribió relatos, algunos de los cuales se pueden encontrar dentro de la obra Contos eróticos/Elas de 1990. Además, en el año 1991, colaboró con el grupo de rock vigués Desertores, registrando las letras de uno de sus discos, con canciones basadas en sus poemas.
Tres años después del nacimiento de su hijo Darío, en 1996, publicó Darío a diario, donde la poeta ofrece una reflexión sobre su propia experiencia como madre, con una relectura de la maternidad alejada de la visión tradicional y desde lo cotidiano.
Su obra poética se dio a conocer también a través de libros colectivos como Palabra da muller (1992) o Daquelas que cantan. Rosalía na palabra de once escritoras galegas (1997)  
Su último poemario, Intempériome, fue editado el mismo año de su muerte -2003- por Miguel Anxo Fernán Vello. Esta obra está dividida en tres partesː
1. "E así que se me din que agarda", en la que desarrolla varias ideasː la muerte, la enfermedad (refiriéndose al sida) y la socialización del individuo, incluyendo su tema constante del hogar opresor y una visión irónica de los roles por sexos.
2. "Corazón cuestión", refleja las obsesiones manifestadas en toda su poesía, destacando su personal idea del caos.
3. "Vencerse é cousa de se tratar", donde hay mucha interpelación a quien lee, instando a librarse de la represión que nos inculca la sociedad con la esperanza de que la situación puede mejorar si hay una lucha.[12]

Su Poesía reunida se publicó en noviembre del año 2018, con edición, introducción y notas de la filóloga y ensayista María Jesús Nogueira. En este volumen se reúnen Denuncia do equilibrio, Tigres coma cabalos, Darío a diario e Intempériome. Nogueira destacó de la obra de Arias sus indagaciones en las contradicciones del ser humano y del orden social, explorando la dimensión social de la poesía desde una perspectiva más próxima a la de los años 90 que a las de generaciones anteriores.
Dentro de esa dimensión pública y comprometida como poeta buscaba nuevos espacios de manifestación como los recitales, las exposiciones fotográficas o los espectáculos poético-musicales y en este sentido, Xela Arias supuso un modelo para nuevas generaciones. Participó en recitales poéticos ligados a la contestación política y social, como el que tuvo lugar en 1982 contra la entrada de España en la OTAN, o en 2002 en solidaridad con las personas afectadas por las consecuencias del hundimiento del Prestige en el MARCO y otro con la Plataforma contra a Burla Negra, organizado por ella junto con el escritor Xosé María Álvarez Cáccamo en febrero de 2003. Ese mismo mes de febrero y en marzo leyó unas declaraciones en las manifestaciones que hubo contra la Guerra de Irak. Con el músico Fernando Abreu estaba preparando un espectáculo poético musical sobre su obra Intempériome, que no pudo llegar a realizar.
Xela Arias proclamaba su independencia y sinceridad artística por encima de perspectivas formales y morales, y mencionaba la independencia de los cuerpos y la independencia de las ideas. Los tres grandes temas presentes en sus creaciones son el amor, la alienación del individuo por la sociedad y la muerte y la futilidad de la existencia humana. Su obra contribuyó a la renovación de la poesía gallega, con el tratamiento de nuevos temas y un estilo muy personal y calificado de vanguardista. Fue precursora del boom literario femenino que se dio en la poesía gallega en los 90, ya que muchos temas y características formales de las poetas de los 90 aparecen ya en sus primeros poemas publicados en los 80. Al no existir una clasificación rotunda por parte de la crítica literaria para las poetas de esta época, se suele adscribir a Xela Arias a la corriente de "poesía de muller", junto a poetas como Yolanda Castaño, Olga Novo o Emma Couceiro, dado que buena parte de su obra aparece en los años 90. Antón

## Premios y reconocimientos
En el año 1986 fue finalista en dos certámenes, el Premio Antón Losada Diéguez con su primera obra Denuncia do equilibrio, y en el Premio Esquío de poesía con Lili sen pistolas, obra inédita.
Recibió varios premios de traducción:
- Sociedade da Língua Portuguesa por Amor de perdición de Camilo Castelo Branco (1986, Xerais)
- Ramón Cabanillas por O derradeiro dos mohicanos de James Fenimore Cooper (1993, Xerais)
- Póstumamente, el Plácido Castro 2004 por O Spleen de París de Baudelaire.[17]

El 29 de mayo de 2004, se hizo un homenaje en Vigo, organizado por la Asociación Galega de Editores, la Asociación de Tradutores Galegos y la Asociación de Escritores en Lingua Galega.
Ese mismo año, la editorial Xerais y la AELG, publicaron el libro Xela Arias, quedas en nós, coordinado por el padre de la poeta, Valentín Arias, y en el que colaboraron, entre otras personas, Marilar Aleixandre, Fran Alonso, Alfonso Álvarez Cáccamo, Xosé María Álvarez Cáccamo, Vicente Araguas, Teresa Barro, Carmen Blanco, Manuel Bragado, Manuel Caamaño Suárez, Marica Campo, Fina Casalderrey, Yolanda Castaño, Marta Dacosta, Miguel Anxo Fernán-Vello, Xoán Xosé Fernández Abella, Víctor Freixanes, Silvia Gaspar, Avelino González, Bernardino Graña, Modesto Hermida, María do Carme Kruckenberg, Aurora López, Manuel María, Paco Martín, Xulián Maure, Méndez Ferrín, Gonzalo Navaza, Carlos Negro, Ramón Nicolás, Antía Otero, Andrés Pociña, Avelino Pousa Antelo, María Xosé Queizán, Xesús Rábade, Román Raña, Claudio Rodríguez Fer, Ana Romaní, Marga do Val, Xosé Vázquez Pintor, Manuel Vidal Villaverde, Helena Villar Janeiro, Pepe Carreiro, Xulio Gil Rodríguez e Siro.
En 2014, una década después de su fallecimiento, la Asociación de Escritores e escritoras en Lingua Galega (AELG) le rindió homenaje incluyendo un acto poético-musical recordando la obra de Xela Arias como poeta, traductora, editora y docente, además de su personalidad activa y curiosa, polifacética y socialmente comprometida.
El 6 de septiembre del mismo año, en un acto en Vilerma, se inauguró una placa dedicada  a ella y su padre que pone en gallego "En esta casa vivieron la poeta Xela Arias (1962-2003) y el escritor Valentín Arias (1934-2011) que en cada uno de sus actos afirmaron su amor a nuestra lengua".

### El Día de las Letras Gallegas
Xela Arias fue propuesta, en dos ocasiones para ser la figura homenajeada en el Día das Letras Galegas. En 2014 fue propuesta por Ramón Lorenzo, Antón Santamarina y Xosé Fernández Ferreiro para el Día das Letras Galegas del año 2015. Los otros candidatos fueron Ricardo Carballo Calero, Celestino Fernández de la Vega, Manuel María y Filgueira Valverde, resultando finalmente elegido este último.

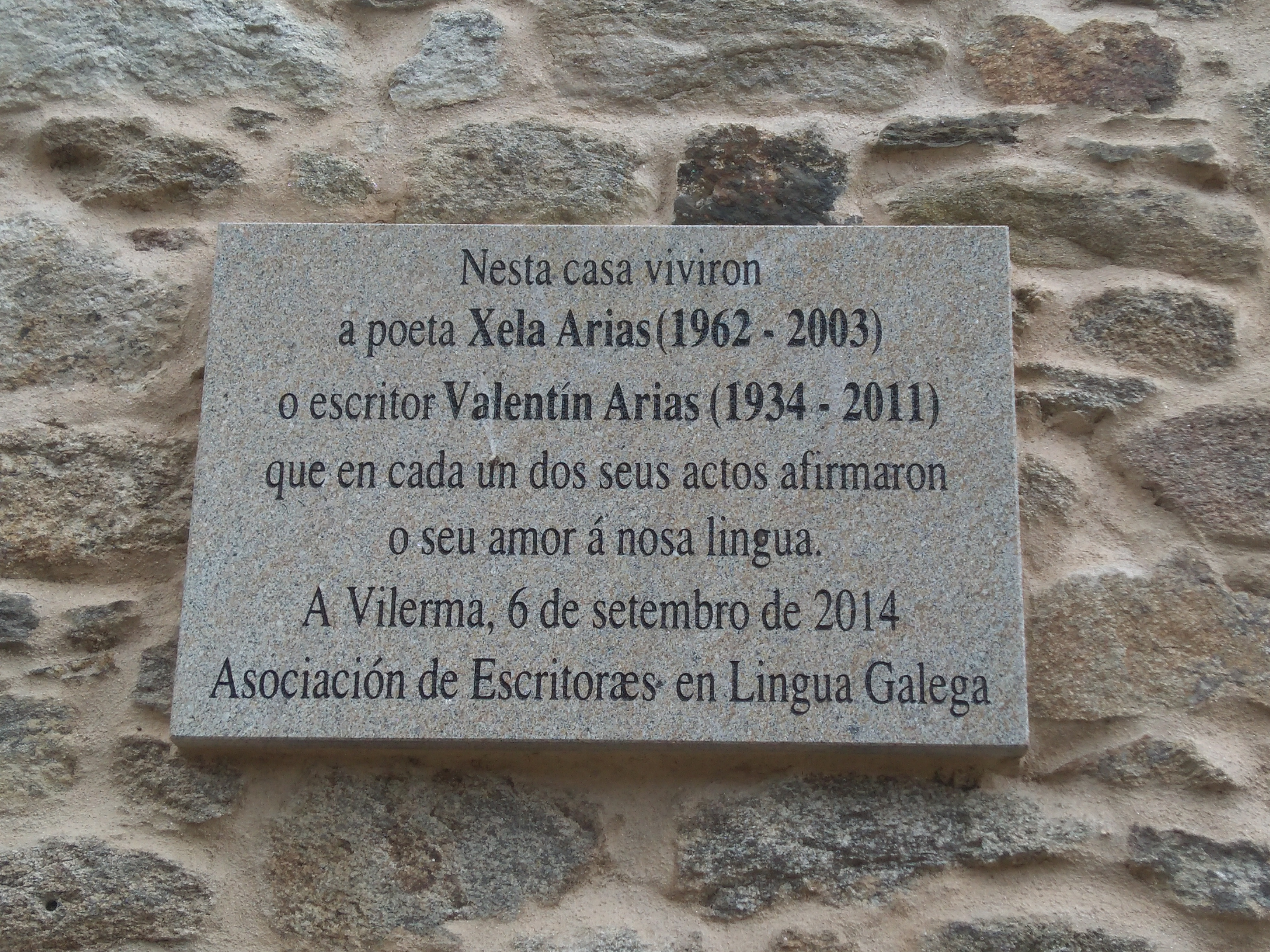
Placa en Vilerma con el texto original en gallego

Al año siguiente, 2015, volvió a ser propuesta para dedicarle el Día das Letras 2016, con Ricardo Carballo Calero y Manuel María, quien resultó elegido.

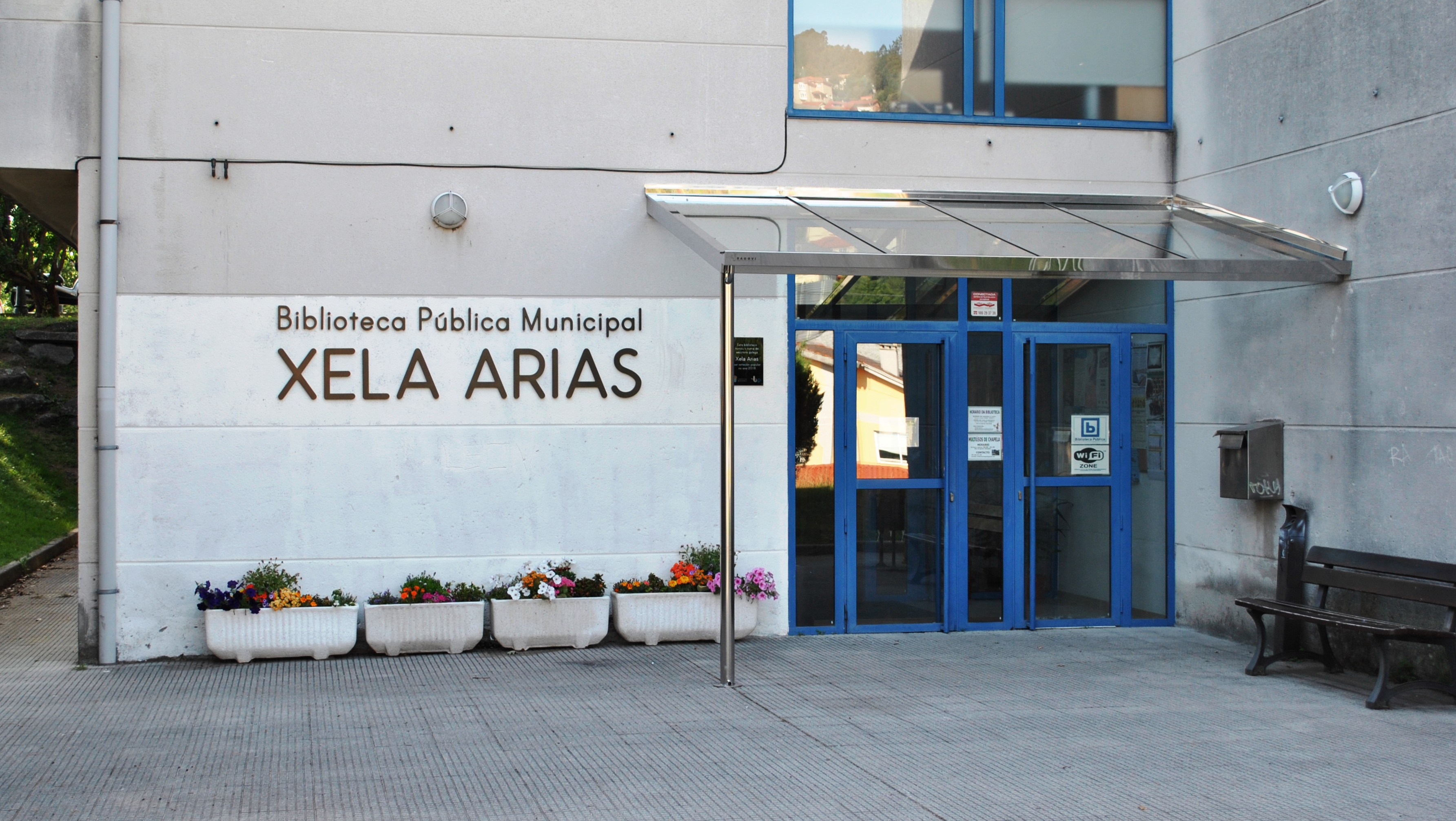
Bibliotec Pública Municipal Xela Arias

En 2021, la Real Academia Gallega, decidió nombrarla como homenajeada para el Día de las Letras Galegas de ese año.

### Otros reconocimientos
En 2018 la Asociación Galega de Profesionais da Traducción e da Interpretación creó el Premio Xela Arias que reconoce su trabajo como traductora. A finales de diciembre de ese año, el pleno del Ayuntamiento de Redondela acordó denominar la biblioteca municipal de Chapela como "Xela Arias", parroquia donde ella había ejercido como profesora. En junio de 2019, continuando con el reconocimiento a la escritora, el IES de Chapela donde ejerció como profesora inauguró un grafiti con un verso del poema Independencia 2ː "Independénciome para que eu saiba onde quero estar atada" (Me independizo para que yo sepa donde quiero estar atada).
En 2019 la plataforma de crítica literaria A Sega le dedicó su Día das Galegas nas Letras. A Sega, escogió el día 15 de agosto para celebrar cada año la figura de una mujer sobresaliente de la cultura en general y de la literatura en particular.
En el mes de marzo de 2021 coincidiendo con la celebración del 8M y con motivo del 59 aniversario de su nacimiento, el grupo musical A banda da Loba presentó su nuevo videoclip Intempériome, perteneciente al EP Hasme oír dedicado a Xela Arias.

## Obra

### Poesía
- Denuncia do equilibrio (1986), Edicións Xerais de Galicia,
- Lili sen pistolas (1986, obra inédita).
- Tigres coma cabalos (1990), Xerais; con fotos de Xulio Gil,
- Darío a diario (1996), Edicións Xerais de Galicia,
- Intempériome (xullo de 2003), Espiral Maior,
- Maldito lindo (obra inédita).
- Xela Arias. Poesía reunida (1982-2004) (2018), Xerais,

### Traducciones
- Del castellano (Cabalum): Caballum, de Carlos Oroza (1983).
- Del portugués (Amor de Perdição): Amor de perdición, de Camilo Castelo Branco (1986, Xerais),Premio de Tradução Sociedade da Língua Portuguesa.
- Del  inglés (Fabled Cities, Princes and Jinn from Arab Myths and Legends): Cidades fantásticas. Príncipes e Xinns da mitoloxía e as lendas árabes, de Khairat Al-Saleh, con Valentín Arias (1986, Xerais),
- Del italiano (Favole al telefono): Contos ó teléfono, de Gianni Rodari (1986, Editorial Juventud),
- Del portugués (O Gato Malhado e a Andorinha Sinhá): O Gato Gaiado e a Andoriña Señá: Unha Historia de Amor, de Jorge Amado (1986, Xerais),
- Del castellano (El bosque animado): O bosque animado, de Wenceslao Fernández Flórez (1987, Xerais),.
- Del inglés (The Witches): As bruxas, de Roald Dahl (1989, Xerais),
- Del neerlandés (Belledonne kamer 16: een dagboek uit het verzet) Belledonne, habitación 16, de Anke de Vries (1990, SM),
- Del castellano (Los corredoiras): Os corredoiras, de Juan Farias (1990, SM),
- Del inglés (Dubliners): Dublineses, de James Joyce, con Débora Ramonde y Rafael Ferradás (1990, Xerais).
- Del castellano (El ingenioso hidalgo don Quijote de la Mancha): O enxeñoso fidalgo don Quixote da Mancha, de Cervantes, con Valentín Arias, Xosefa S. Fernández, A. Palacio Sánchez, Xavier Senín y Xesús Senín (1990, Xuntanza),
- Del neerlandés: Os cómics de Franka, de Henk Kuijpers, con María Xesús Lameiro (1990, Xerais). Incluyendo los cinco títulos: Os dentes do dragón, A caída do dragón, Competencia a morte, A volta do sol do norte y A vinganza do barco fantasma.
- Del portugués (Rosa, Minha Irmã Rosa): Rosa, miña irmá Rosa, de Alice Vieira (1990, SM),
- Del portugués (Caminhando sobre as águas): Camiñando sobre as augas, de José Viale Moutinho (1993, Xerais),
- Del inglés (The Last of the Mohicans: A Narrative of 1757): O derradeiro dos mohicanos, de James Fenimore Cooper (1993, Xerais), Premio Ramón Cabanillas.
- Del castellano: A cantiga de amor, de Vicenç Beltran Pepió (1995, Xerais),
- Del neerlandés (Briefgeheim ): A carta en clave de Jan Terlouw (1995, SM),
- Del inglés: Drácula, de Bram Stoker (2000, Xerais),
- Del inglés (Black Venus): Venus Negra, de Angela Carter (2001, Xerais)
- Del castellano: Relatos, de Gloria Pampillo (2002, Biblioteca Virtual de Literatura Universal en Galego).
- Del francés (Le Spleen de Paris): O Spleen de París de Charles Baudelaire (Bivir), Premio de Traducción Plácido Castro 2004 (póstumo).
- Del inglés (Wide Sargasso Sea): Ancho mar de sargazos, de Jean Rhys, inconclusa.

### Colectivas
- Contos dos nenos galegos, premiados en los concursos nacionales de cuentos infantiles convocados por la Agrupación Cultural O Facho, 1968-1983 (1984, Caixa Galicia).
- Escolma de poesía galega (1976-1984) de Xosé Lois García Fernández, ed. (1984, Sotelo Blanco Edicións).
- "Que si, que si" en Contos eróticos. Elas (1990, Edicións Xerais de Galicia).
- Fin de un milenio. Antología de la poesía gallega última de Francisco López Barxas y César Antonio Molina (1991, Libertarias).
- Palabra de muller (1992, Edicións Xerais de Galicia).
- "A de quen comprende non é palabra feliz" en Daquelas que cantan. Rosalía na palabra de once escritoras galegas (disco-libro, 1997, Fundación Rosalía de Castro).
- Río de son e vento (1999, Edicións Xerais de Galicia).
- Camelias para elas (1999, Concello de Vigo), con Luz Pozo Garza, M.ª Xosé Queizán y M.ª do Carme Kruckenberg, con fotos de Alfonso Lubián.
- Alma de beiramar (2003, Asociación de Escritores en Lingua Galega).
- Elas 2: antoloxía poética (2003, Unión Comarcal de CCOO de Vigo).
- Un futuro para a lingua (2003, Junta de Galicia).
- Intifada. Ofrenda dos poetas galegos a Palestina, (2003, Fundación Araguaney).
- X. Espazo para un signo (2005, Edicións Xerais de Galicia).
- Cartafol poético para Alexandre Bóveda (2006, Espiral Maior).
- Pensando nelas (2006, CD, Centro de Estudos Galegos da Universidade do País Vasco).